# Alexander Mackennal
Alexander Mackennal (Truro, 14 gennaio 1835 – Bowdon, 23 giugno 1904) è stato un religioso nonconformista britannico.

## Biografia
Alexander Mackennal nacque a Truro in Cornovaglia, figlio di Patrick Mackennal, uno scozzese che vi si era stabilito. Nel 1848 la famiglia si trasferì a Londra ed a sedici anni andò all'Università di Glasgow. Nel 1854 entrò all'Hackney College per prepararsi al ministero congregazionale e nel 1857 si laureò come BA all'Università di Londra. Dopo aver ricoperto pastorati a Burton upon Trent (1856–1861), Surbiton (1862–1870) e Leicester (1870–1876), alla fine accettò il pastorato della Congregational Church a Bowdon, Cheshire, nel 1877, nella quale rimase fino alla sua morte.
Nel 1886 fu presidente della Congregational Union, che rappresentò nel 1889 al consiglio nazionale triennale delle chiese congregazionali americane. Il primo consiglio internazionale dei congregazionalisti tenutosi a Londra nel 1891 fu in parte causa, in parte conseguenza, della sua visita e Mackennal funse da segretario. Nel 1892 divenne definitivamente collegato nell'opinione pubblica a un movimento per la libera federazione della chiesa che nacque da una serie di riunioni tenute per discutere la questione del ricongiungimento familiare.
Quando fu discussa la Conferenza di Lambeth proposta come base di unione, fu evidente che tutte le Chiese libere erano concordi nell'accettare come base di discussione i tre articoli che trattavano della Bibbia, del Credo e dei Sacramenti e furono anche concordi nel rigettare il quarto articolo, che poneva l'episcopato storico sullo stesso piano degli altri tre. Omettendo gli anglicani, i rappresentanti delle restanti chiese decisero di sviluppare la fratellanza cristiana internazionale mediante l'azione e il culto uniti ove possibile.
Da ciò nacque la Free Church Federation, che assicura una certa cooperazione tra le chiese evangeliche protestanti in tutta l'Inghilterra. L'azione pubblica di Mackennal lo portò in associazione con molti noti leader politici e religiosi. Nel 1892 partecipò a un convegno a Grindelwald sulla questione della Riunione Cristiana, e successivamente, con Hugh Price Hughes e Charles Albert Berry, condusse una campagna in tutta l'Inghilterra, introducendo le idee e i principi della federazione della Chiesa Libera.Fu un sostenitore per tutta la vita della pace internazionale e fece una notevole dichiarazione sullo standard cristiano dell'azione nazionale quando la Free Church Federation si riunì a Leeds durante la Guerra sudafricana del 1900.
Oltre a un volume di sermoni dal titolo Christ's Healing Touch, Mackennal pubblicò The Biblical Scheme of Nature and of Man, The Christian Testimony, Letters to the Seven Churches of Asia, The Kingdom of the Lord Jesus e The Eternal God and the Human Sonship. Si tratta di contributi allo studio esegetico o al pensiero teologico e religioso progressista ed hanno elementi di valore permanente.
Diede anche alcuni utili contributi alla storia religiosa. Nel 1893 pubblicò la Storia dei Separatisti Inglesi e più tardi le Case e i Ritrovi dei Padri Pellegrini; scrisse anche la vita del Dottor JA Macfadyen di Manchester. Nel 1901 tenne una serie di conferenze all'Hartford Theological Seminary, Connecticut, USA, pubblicate con il titolo The Evolution of Congregationalism.
Morì a Highgate il 23 giugno 1904. Vedi D. Macfadyen, Life and Letters of Alexander Mackennal (1905).